# 980
| 980                |
| ------------------ |
| Dødsfald - Fødsler |
|                    |

| Gregoriansk kalender | 980 CMLXXX              |
| Ab urbe condita      | 1733                    |
| Armensk kalender     | 429 ԹՎ ՆԻԹ              |
| Kinesiske kalender   | 3676 – 3677 己卯 – 庚辰 |
| Etiopisk kalender    | 972 – 973               |
| Jødisk kalender      | 4740 – 4741             |
| Hindukalendere       |                         |
| - Vikram Samvat      | 1035 – 1036             |
| - Shaka Samvat       | 902 – 903               |
| - Kali Yuga          | 4081 – 4082             |
| Iransk kalender      | 358 – 359               |
| Islamisk kalender    | 369 – 370               |

Se også 980 (tal)

## Begivenheder
- Dette år begynder de danske vikingers angreb på England igen, hvilket må skyldes, at Svend 1. Tveskæg er blevet konge.[kilde mangler]
- Ravningbroen over Vejle Å opføres.
- Trelleborgene opføres.

## Født
- Theofylakt, greve af Tusculum og Pave Benedikt 8. fra 1012 til sin død i 1024.